# Bolesława Lament
 (février 2020).
Si vous disposez d'ouvrages ou d'articles de référence ou si vous connaissez des sites web de qualité traitant du thème abordé ici, merci de compléter l'article en donnant les références utiles à sa vérifiabilité et en les liant à la section « Notes et références ».
Bolesława Lament (Lowicz, 3 juillet 1862 - Białystok, 29 janvier 1946) est une religieuse polonaise fondatrice des sœurs missionnaires de la Sainte-Famille et reconnue bienheureuse par l'Église catholique, fêtée le 29 janvier.

## Biographie
Boleslawa Maria Lament est l'aînée des huit enfants d'un artisan de Lowicz, où elle fait ses études au progymnasium (école secondaire) russe qu'elle termine avec la médaille d'or. Elle est envoyée ensuite à Varsovie par ses parents pour y gagner sa vie en tant que couturière. Elle y reçoit un diplôme qui lui donne le droit d'ouvrir son propre atelier, puis elle rentre à Lowicz avec sa sœur Stanislawa pour y travailler comme couturière pendant deux ans.
En 1884, elle entre avec Stanislawa comme institutrice chez les franciscaines de la famille de Marie, congrégation fondée en 1857 à Saint-Pétersbourg par l'abbé Zygmunt Szczęsny Feliński, futur archevêque de Varsovie (canonisé par Benoît XVI), pour l'instruction des fillettes. Elle y prononce ses vœux temporaires et elle est envoyée dans diverses maisons de la congrégation comme religieuse institutrice à Varsovie, Saint-Pétersbourg, Illuxt, Odessa, et Simféropol. Elle instruit les fillettes du primaire, mais également des femmes à la couture et à l'instruction chrétienne. Cependant Boleslawa Lament pense avoir la vocation de religieuse visitandine, mais son directeur spirituel lui conseille une vie active dans le monde. Elle quitte la congrégation en 1892 pour retourner à Lowicz et après la mort de son père travaille à Varsovie dans un foyer d'accueil de personnes sans logis et de malades psychiques, fondé par le bienheureux Honorat de Biala.
Elle organise avec son aide une communauté de tertiaires franciscaines qui se stabilise à Moguilev en 1903, où elles ouvrent un atelier de couture pour les jeunes filles et enseignent le catéchisme aux enfants. Elles prononcent leurs premiers vœux en 1905. Peu de temps après en 1907, elles déménagent à Saint-Pétersbourg où elles collaborent dans des orphelinats et écoles paroissiales catholiques, notamment à la paroisse Saint-Stanislas, où elle ouvre un internat de jeunes filles de familles modestes, et après 1912 à l'école paroissiale de la paroisse de la Visitation dans un quartier ouvrier de la capitale impériale. Elle ouvre un internat à Vyborg en 1913, une école à Jitomir en 1917. Elle vit les terribles années de la Révolution d'Octobre et de la guerre civile à Petrograd (ex-Saint-Pétersbourg); mais la situation s'aggrave pour les confessions chrétiennes et elle quitte la Russie bolchévique en 1921. Les Sœurs se réfugient donc à Chełmno en Pologne. Leur communauté est reconnue en 1924 et prend le nom de missionnaires de la Sainte-Famille.
De 1925 à 1935, elle demeure dans une maison fondée par elle à Ratowo, bourgade de Mazovie proche de Radzanów. En 1935, débute une période de nombreuses fondations. Elle laisse sa charge de supérieure générale à une Sœur plus jeune. La congrégation compte alors 174 Sœurs, 26 novices et 9 postulantes dans vingt-deux maisons. Des maisons ouvrent à Varsovie, Pinsk, Bialystok, Lutsk, Tallinn, etc.
Mais quatre ans plus tard l'invasion de la Pologne par la Wehrmacht d'un côté et l'Armée rouge de l'autre porte un coup d'arrêt à son expansion et elles sont obligées de travailler en partie dans la clandestinité. Sous le prétexte de préparer les enfants à leur première communion, elles organisent en fait des écoles polonaises clandestines.
Elle tombe malade en 1941 et meurt en 1946 à Bialystok, où elle habitait depuis 1936. Elle est béatifiée dans cette même ville par Jean-Paul II en 1991.